# Contarini-Rosselli-Karte

Contarini-Rosselli-Karte

Die Contarini-Rosselli-Karte aus dem Jahr 1506 ist die erste gedruckte Karte, welche die „Neue Welt“ zeigt. Sie wurde von Giovanni Matteo Contarini gezeichnet und von Francesco Rosselli gestochen.

## Daten
Die Karte hat die Maße 420 × 630 mm. Gemäß dem Wasserzeichen wurde das Papier in Florenz hergestellt.
Eine lateinische Inschrift bezeichnet das Datum der Karte (1506) und die Namen von Designer und Drucker östlich des Kaps der Guten Hoffnung.

## Geschichte
Die Karte wurde im Kupferstich-Verfahren hergestellt und in Florenz oder Venedig, das im Gegensatz zu Florenz auf der Karte markiert ist, gedruckt.
Die einzig erhaltene Kopie wurde 1922 wiederentdeckt, sie befindet sich der British Library. 1924 publizierte der Trust des British Museums eine Facsimile-Ausgabe der Karte.

## Beschreibung
Die von Roselli vervielfältigten und verkauften Karten berücksichtigen bereits die Krümmung der Erde mittels stereografischer Projektion.
Grönland wird als Teil Asiens verstanden, welches sich als Ausläufer eines breiten Bandes darstellt, das irgendwann an die Hauptmasse Asiens anschließt.
Südeuropa und der Mittelmeerraum bis hin zum Schwarzen Meer sind recht zutreffend gezeichnet.
Afrika ist ebenfalls detailliert und zutreffend dargestellt.
Die indische und indonesische Küstenlinie wird als in mehrere Halbinseln auslaufend gezeichnet. Indien ist nicht so gut getroffen, wie etwa in der Ruysch'schen Karte. Statt Asien im Bereich des heutigen Indonesiens in einen „Drachenschwanz“ auslaufen zu lassen, werden an dieser Stelle kleinere Inseln eingezeichnet. Dies kommt der Realität näher als viele andere vergleichbare Karten jener Zeit.

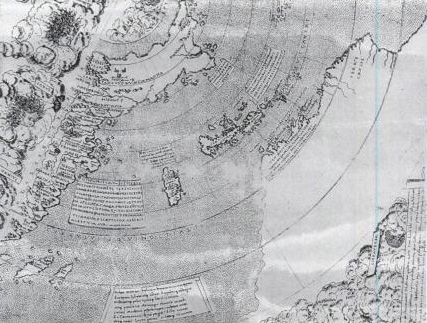
Detail Cuba, Cipangu und die Küsten Asiens und Südamerikas

Der karibisch-nordamerikanische Raum wird als Cuba, Zipangu und die Küsten Asiens gezeichnet und steht im deutlichen Kontrast zu dem Werk Waldseemüllers.
Sie zeigen auch einen Südkontinent, der sich vom heute bekannten Südamerika bis in die Antarktis erstreckt.
Insofern besteht eine vage Übereinstimmung mit der Karte des Piri Reis von 1513, der Lopo Homem-Karte von 1519, der Juan Vespucci-Karte von 1524 und anderen Karten. Die Antarktis wurde zwar erst im frühen 19. Jahrhundert entdeckt. Terra Australis Incognita wird jedoch auf vielen Karten vom 15. bis 18. Jahrhundert gezeigt, weil sich den griechischen Philosophen (beginnend mit Pythagoras) zufolge, dort ein Kontinent befinden sollte. Diese waren bereits im 3. Jahrhundert vor unserer Zeit zu dem Schluss gekommen, dass die Erde kugelförmig sein musste, und ihren Durchmesser mit einer recht guten Genauigkeit berechnet. Da sich Land in der nördlichen Hemisphäre befand, dachte man, dass sich auch im Süden Land befinden müsse; anderenfalls würde sich die Erde in einem Ungleichgewicht befinden.